# Vetka
Vetka (en biélorusse et en russe : Ветка) est une ville de la voblast de Homiel ou oblast de Gomel, en Biélorussie, et le centre administratif du raïon de Vetka. Sa population s'levait à 8 340 habitants en 2016.

## Géographie
Vetka est arrosée par la rivière Soj et se trouve à 19 km au nord-est de Homiel ou Gomel.

## Histoire
La ville fut fondée en 1682 ou en 1685 par des Vieux-Croyants réfugiés de Russie centrale. Au cours du XVIIe siècle, elle faisait partie de la république des Deux Nations (Pologne-Lituanie) et était située près de la frontière de la Russie. En 1735 et 1764, des forces armées royales y furent envoyées contre les Vieux Croyants. Les troupes incendièrent la ville et la majorité des habitants fut expulsée vers les provinces orientales de la Russie. À l'occasion du premier partage de la Pologne, en 1772, Vetka fut incorporée à l'Empire russe. Elle fut rattachée à l'ouïezd de Gomel du gouvernement de Moguilev en 1852. En 1868 est ouverte une école publique. La population s'élevait à 7 200 habitants en 1874.
En 1897, la ville, qui faisait partie de la zone de résidence obligatoire des sujets juifs de l'Empire russe, abritait une communauté juive forte de 3 726 personnes, ce qui représentait 51,7 % de la population totale. En 1919, Vetka fut rattachée à l'oblast de Gomel de la RSFS de Russie, puis, après avoir reçu le statut de ville en 1925, à la république socialiste soviétique de Biélorussie (le 8 décembre 1926). Vetka comptait 6 000 habitants en 1939. Pendant la Seconde Guerre mondiale, Vetka fut occupée par l'Allemagne nazie du 18 août 1941 au 28 septembre 1943.
En 1970, elle comptait 6 776 habitants. Située en zone de contrôle permanent, à la lisière de la zone fermée, Vetka fut très affectée par la contamination radioactive consécutive à la catastrophe de Tchernobyl du 26 avril 1986.

## Population
Recensement (*) ou estimations de la population :
| 1860  | 1880  | 1897* | 1923* | 1926* |
| ----- | ----- | ----- | ----- | ----- |
| 4 180 | 5 982 | 7 204 | 5 974 | 5 925 |

| 1959* | 1970* | 1979* | 1989*  | 1999* |
| ----- | ----- | ----- | ------ | ----- |
| 5 137 | 6 776 | 8 726 | 10 197 | 7 700 |

| 2009* | 2013  | 2014  | 2015  | 2016  |
| ----- | ----- | ----- | ----- | ----- |
| 7 927 | 8 138 | 8 156 | 8 245 | 8 340 |